# Lucie Aron
Lucie Aron (* 1990 in Paris) ist eine französische Film- und Theaterschauspielerin.

## Leben
Lucie Aron besuchte das Lycée Jean-Jaurès in Montreuil. Von 2008 bis 2011 besuchte sie das Conservatoire d’art dramatique Jacques Ibert in Paris und von 2010 bis 2011 auch das Conservatoire à rayonnement régional de Paris. Anschließend machte sie von 2011 bis 2012 einen Cours Peyran-Lacroix im La Pépinière-Théâtre, eine Weiterbildung in der Meisner-Technik.
Nach ersten Bühnenerfahrungen in Frankreich von 2009 bis 2013 ging sie nach Berlin, wo sie von der Schauspielagentur Anja Joos gemanagt wurde. Mit der Rolle der „Bernadette“ in Kreuzweg (2014) hatte sie ihre erste Rolle in einem Kinofilm. Seitdem war sie auch in einigen TV-Serienepisoden und Kurzfilmen zu sehen, stellte im Musikvideo zu Robin Schulz feat. James Blunt OK die Wissenschaftsassistentin dar und hatte weitere Rollen in Spielfilmen. Ihre erste Hauptrolle in einem Kinofilm hatte sie als „Sophia Demeraux“ in Norbert Keils Horror-Thriller Replace (2017).

## Filmografie (Auswahl)
- 2014: Kreuzweg (Regie: Dietrich Brüggemann)
- 2015: Ich und Kaminski (Regie: Wolfgang Becker)
- 2015: Die Verwandlung (Kurzfilm, Regie: Igor Plischke)
- 2016: Thirst For Life (Kurzfilm, Regie: Michael Siebert)
- 2017: Berlin Syndrome (Regie: Cate Shortland)
- 2017: You Are Wanted (Fernsehserie, 5 Folgen, Regie: Bernhard Jasper, Matthias Schweighöfer)
- 2017: Replace (Regie: Norbert Keil)
- 2018: Donna Leon – Endlich mein (Fernsehreihe, Regie: Sigi Rothemund)
- 2019: Bella Germania (Fernseh-Dreiteiler, Regie: Gregor Schnitzler)
- 2020: Tatort: Das perfekte Verbrechen, (Fernsehreihe, Regie: Brigitte Maria Bertele)
- 2023: Alarm für Cobra 11 – Die Autobahnpolizei (Fernsehserie, Folge Unversöhnlich)